# Campionato europeo Superstock 600 2010
Il Campionato europeo Superstock 600 del 2010 è stato la sesta edizione del campionato Europeo della categoria Superstock 600. Sviluppatosi su 10 prove in totale, con inizio in Portogallo il 27 marzo e conclusione in Francia il 2 ottobre.
Al termine del campionato si è laureato campione europeo il pilota francese Jérémy Guarnoni alla guida di una Yamaha YZF R6, precedendo il connazionale Florian Marino su Honda CBR600RR del team Ten Kate Race Junior; al terzo posto il pilota italiano Berardino Lombardi su Yamaha.
Le motociclette usate nella competizione sono state le quadricilindriche Yamaha YZF-R6, Honda CBR 600RR, Kawasaki ZX 6R e la tricilindrica Triumph Daytona 675.

## Calendario
| Nº | Data         | Gran Premio | Circuito         | Pole Position       | Vincitore Gara  | Leader del campionato |
| -- | ------------ | ----------- | ---------------- | ------------------- | --------------- | --------------------- |
| 1  | 27 marzo     | Portogallo  | Portimão         | Florian Marino      | Jérémy Guarnoni | Jérémy Guarnoni       |
| 2  | 10 aprile    | Spagna      | Valencia         | Nelson Major        | Florian Marino  | Jérémy Guarnoni       |
| 3  | 24 aprile    | Paesi Bassi | Assen            | Florian Marino      | Florian Marino  | Jérémy Guarnoni       |
| 4  | 8 maggio     | Italia      | Monza            | Federico D'Annunzio | Jérémy Guarnoni | Jérémy Guarnoni       |
| 5  | 26 giugno    | San Marino  | Misano Adriatico | Jérémy Guarnoni     | Jérémy Guarnoni | Jérémy Guarnoni       |
| 6  | 10 luglio    | Rep. Ceca   | Brno             | Joshua Elliott      | Jérémy Guarnoni | Jérémy Guarnoni       |
| 7  | 31 luglio    | Regno Unito | Silverstone      | Florian Marino      | Luke Mossey     | Jérémy Guarnoni       |
| 8  | 4 settembre  | Germania    | Nürburgring      | Marc Moser          | Jérémy Guarnoni | Jérémy Guarnoni       |
| 9  | 25 settembre | Italia      | Imola            | Giuliano Gregorini  | Florian Marino  | Jérémy Guarnoni       |
| 10 | 2 ottobre    | Francia     | Magny-Cours      | Jérémy Guarnoni     | Jed Metcher     | Jérémy Guarnoni       |

## Classifica finale
| Posizione | Pilota                | Motocicletta | Portogallo (bandiera) | Spagna (bandiera) | Paesi Bassi (bandiera) | Italia (bandiera) | San Marino (bandiera) | Rep. Ceca (bandiera) | Regno Unito (bandiera) | Germania (bandiera) | Italia (bandiera) | Francia (bandiera) | Punti |
| --------- | --------------------- | ------------ | --------------------- | ----------------- | ---------------------- | ----------------- | --------------------- | -------------------- | ---------------------- | ------------------- | ----------------- | ------------------ | ----- |
| 1         | Jérémy Guarnoni       | Yamaha       | 1                     | 3                 | 2                      | 1                 | 1                     | 1                    | 3                      | 1                   | 6                 | Rit                | 187   |
| 2         | Florian Marino        | Honda        | NC                    | 1                 | 1                      | 3                 | 2                     | 2                    | 2                      | 8                   | 1                 |                    | 159   |
| 3         | Dino Lombardi         | Yamaha       | 7                     | 4                 | 3                      | Rit               | 11                    | 3                    | 5                      | 4                   | 10                | 2                  | 109   |
| 4         | Federico D'Annunzio   | Yamaha       | 9                     | 5                 | 4                      | 2                 | 6                     | 7                    |                        | 7                   | 13                | 6                  | 92    |
| 5         | Davide Fanelli        | Honda        | 5                     | 6                 | 12                     | Rit               | 4                     | 4                    | 4                      | 9                   | 7                 | 19                 | 80    |
| 6         | Tony Coveña           | Yamaha       |                       |                   | 7                      | 8                 | 16                    | 11                   | 10                     | 2                   | 11                | 3                  | 69    |
| 7         | Romain Lanusse        | Yamaha       | 2                     | Rit               | 6                      | Rit               | 7                     | Rit                  | 11                     | 3                   | 8                 | Rit                | 68    |
| 8         | Frederik Karlsen      | Yamaha       | 3                     | 2                 | 5                      | Rit               | 12                    | Rit                  |                        | 6                   | 12                | -                  | 65    |
| 9         | Nacho Calero Pérez    | Yamaha       | 4                     | Rit               | 10                     | 7                 | 3                     | Rit                  | 9                      |                     | 18                | 8                  | 59    |
| 10        | Joshua Elliott        | Kawasaki     | 12                    | 7                 | 14                     | Rit               | 8                     | NC                   | 8                      | 18                  |                   | 4                  | 44    |
| 11        | Steven Le Coquen      | Yamaha       | 15                    | 9                 | 13                     | 6                 | Rit                   | 5                    | 6                      | Rit                 | 15                | Rit                | 43    |
| 12        | Nelson Major          | Yamaha       | 8                     | 12                | 8                      | Rit               | 9                     | Rit                  | 12                     | 14                  | 9                 | 18                 | 40    |
| 13        | Gauthier Duwelz       | Yamaha       | 13                    | 13                | 11                     | Rit               | Rit                   |                      | 7                      | 12                  | Rit               | 5                  | 35    |
| 14        | Tomas Krajci          | Yamaha       |                       | 8                 | 15                     | Rit               | 10                    | 8                    | 15                     | 16                  | 20                | 11                 | 29    |
| 15        | Jed Metcher           | Yamaha       |                       |                   |                        |                   |                       |                      |                        |                     |                   | 1                  | 25    |
| 16        | Luke Mossey           | Yamaha       |                       |                   |                        |                   |                       |                      | 1                      |                     |                   |                    | 25    |
| 17        | Riccardo Russo        | Yamaha       |                       |                   |                        | 4                 | Rit                   |                      |                        |                     | 5                 |                    | 24    |
| 18        | Fabio Massei          | Yamaha       |                       |                   |                        |                   |                       |                      |                        |                     | 2                 |                    | 20    |
| 19        | Mircea Vrajitoru      | Yamaha       | 14                    | 10                |                        | 9                 | 15                    | Rit                  | 13                     | 19                  | 19                | 15                 | 20    |
| 20        | Giuliano Gregorini    | Yamaha       |                       |                   |                        |                   |                       |                      |                        | Rit                 | 3                 |                    | 16    |
| 21        | Stèphane Egea         | Yamaha       |                       |                   |                        |                   |                       |                      |                        |                     | 4                 | Rit                | 13    |
| 22        | Richard De Tournay    | Yamaha       |                       |                   |                        |                   |                       | 10                   | 14                     | 11                  |                   | -                  | 13    |
| 23        | Cyril Carrillo        | Yamaha       | 11                    | Rit               | 9                      | Rit               |                       |                      |                        |                     |                   |                    | 12    |
| 24        | Marc Moser            | Triumph      |                       |                   |                        |                   |                       |                      |                        | 5                   |                   |                    | 11    |
| 25        | Leandro Mercado       | Kawasaki     |                       |                   |                        | Rit               | 5                     |                      |                        |                     | Rit               |                    | 11    |
| 26        | Stefano Casalotti     | Yamaha       |                       |                   |                        | 5                 |                       |                      |                        |                     |                   |                    | 11    |
| 27        | André Carvalho        | Yamaha       | 10                    | 11                |                        |                   |                       |                      |                        |                     |                   |                    | 11    |
| 28        | Alex Schacht          | Honda        |                       | Rit               |                        |                   |                       | 6                    |                        |                     |                   |                    | 10    |
| 29        | Riccardo Cecchini     | Triumph      | 6                     | Rit               |                        | Rit               |                       |                      |                        |                     |                   |                    | 10    |
| 30        | Michael van der Mark  | Honda        |                       |                   |                        |                   |                       |                      |                        |                     |                   | 7                  | 9     |
| 31        | Francesco Cocco       | Yamaha       |                       |                   |                        |                   |                       |                      |                        | 15                  | 17                | 9                  | 8     |
| 32        | Vincent Lonbois       | Yamaha       |                       |                   |                        |                   |                       | 9                    |                        |                     |                   |                    | 7     |
| 33        | Kevin van Leuven      | Yamaha       |                       |                   |                        |                   |                       |                      |                        | 17                  |                   | 10                 | 6     |
| 34        | Jan Bühn              | Yamaha       |                       |                   |                        |                   |                       |                      |                        | 10                  |                   |                    | 6     |
| 35        | Luca Salvadori        | Yamaha       |                       |                   |                        |                   |                       |                      |                        |                     | 16                | 12                 | 4     |
| 36        | Michael Mazzina       | Triumph      |                       |                   |                        |                   | Rit                   | 12                   |                        |                     |                   |                    | 4     |
| 37        | Clive Rambure         | Yamaha       |                       |                   |                        |                   |                       |                      |                        |                     |                   | 13                 | 3     |
| 38        | Kevin Valk            | Yamaha       |                       |                   |                        |                   |                       |                      |                        | 13                  |                   |                    | 3     |
| 39        | Mateusz Korobacz      | Yamaha       |                       |                   |                        |                   |                       | 13                   |                        |                     |                   |                    | 3     |
| 40        | Karel Pešek           | Yamaha       |                       | Rit               | 16                     |                   | 13                    |                      |                        |                     |                   |                    | 3     |
| 41        | Clement Chevrier      | Honda        |                       |                   |                        |                   |                       |                      |                        |                     |                   | 14                 | 2     |
| 42        | Nicola jr. Morrentino | Yamaha       |                       |                   |                        |                   |                       |                      |                        |                     | 14                |                    | 2     |
| 43        | Marco Rosini          | Yamaha       |                       |                   |                        |                   | 14                    |                      |                        |                     |                   |                    | 2     |
| 44        | Robert Mureșan        | Honda        |                       | 14                |                        |                   |                       |                      |                        |                     |                   |                    | 2     |
| Posizione | Pilota                | Motocicletta | Portogallo (bandiera) | Spagna (bandiera) | Paesi Bassi (bandiera) | Italia (bandiera) | San Marino (bandiera) | Rep. Ceca (bandiera) | Regno Unito (bandiera) | Germania (bandiera) | Italia (bandiera) | Francia (bandiera) | Punti |

| Legenda | 1º posto        | 2º posto            | 3º posto            | A punti      | Senza punti        | Grassetto=Pole position Corsivo=Giro più veloce |
| Legenda | Gara non valida | Non qual./Non part. | Ritirato/Non class. | Squalificato | "-" Dato non disp. | Grassetto=Pole position Corsivo=Giro più veloce |

## Sistema di punteggio
| Pos.  | 1  | 2  | 3  | 4  | 5  | 6  | 7 | 8 | 9 | 10 | 11 | 12 | 13 | 14 | 15 | 16> |
| ----- | -- | -- | -- | -- | -- | -- | - | - | - | -- | -- | -- | -- | -- | -- | --- |
| Punti | 25 | 20 | 16 | 13 | 11 | 10 | 9 | 8 | 7 | 6  | 5  | 4  | 3  | 2  | 1  | 0   |